# Piotr Gadzinowski

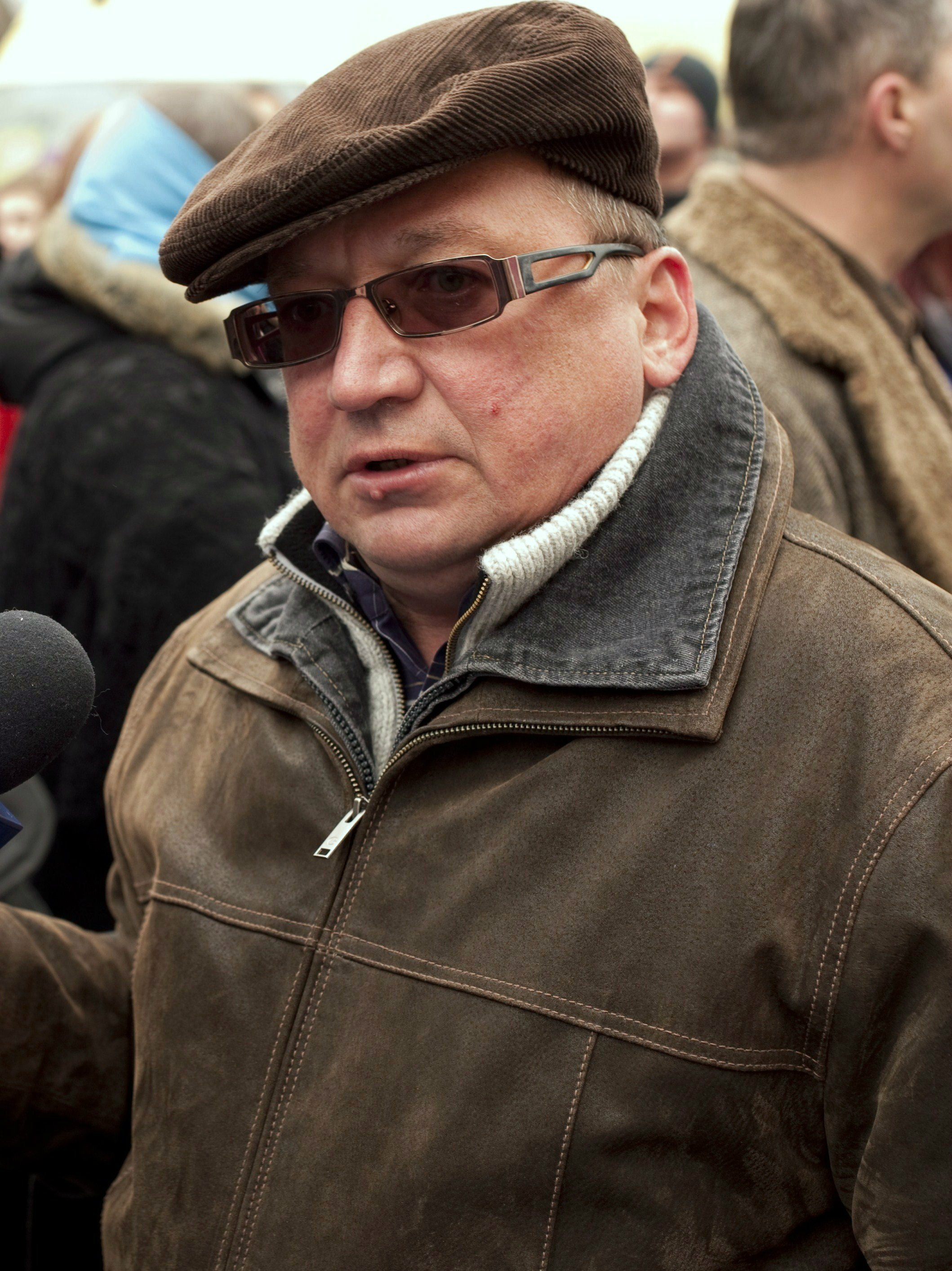
Piotr Gadzinowski

Piotr Gadzinowski (* 16. Mai 1957 in Częstochowa) ist ein polnischer Politiker (SLD). Er gehörte von 1997 bis 2007 dem Sejm in dessen III., IV und V. Wahlperiode an.

## Leben und Beruf
Gadzinowski studierte am Fachbereich für Journalismus und Politikwissenschaft der Universität Warschau. Er arbeitete für das Studentenmagazin itd, das Nachrichtenmagazin Przegląd, die Tageszeitung Trybuna und das Monatsblatt Dziś. Auch für das wöchentlich erscheinende Satireblatt Nie von Jerzy Urban schrieb er. Im Mai 2008 wurde er stellvertretender Vorsitzender des Programrats des polnischen Fernsehens. Seit 2012 schreibt er Texte für „Tak po Prostu“. 2017 wurde er Chefredakteur der „Dziennik Trybuna“. Er übte diese Position bis 2022 aus. Seit 2020 arbeitet er zudem für die Wochenzeitung „Fakty po Mitach“.

## Politik
Von 1981 bis 1990 gehörte Gadzinowski der Polnischen Vereinigten Arbeiterpartei (PZPR) an. Nachdem er verschiedenen kleinen linken Vereinigungen angehört hatte, trat er 1999 der Sojusz Lewicy Demokratycznej (SLD) bei. Er wurde bei den Parlamentswahlen 1997 (noch parteilos), 2001 und 2005 jeweils auf der Liste der SLD in den Sejm gewählt. Bei der Parlamentswahl 2007 verpasste er die Wiederwahl. Auch 2011, 2015, 2019 und 2023 verpasste er die Rückkehr in den Sejm.
Nach dem polnischen EU-Beitritt zum 1. Mai 2004 wurde er Abgeordneter im Europäischen Parlament, konnte aber bei der Europawahl im Juni des Jahres kein Mandat erringen. Auch bei den Europawahlen 2009 und 2014 wurde er nicht gewählt. Ebenfalls erfolglos bewarb er sich bei den Selbstverwaltungswahlen 2018 um ein Mandat im Stadtrat von Warschau und bei den Selbstverwaltungswahlen 2024 um einen Sitz im Sejmik der Woiwodschaft Masowien.

## Ehrungen
- 2005 Gloria-Artis-Medaille für kulturelle Verdienste in Silber[11]